# Жижченко, Наталья Александровна
Наталья Александровна Жижченко (Ната Жижченко; род. 22 марта 1985, Киев) — украинская мультиинструменталистка, фронтвумен группы «ONUKA», бывшая участница групп «Tomato Jaws» и «KOOQLA».

## Биография
Наталья Жижченко родилась в семье музыкантов: она является внучкой мастера народных инструментов и музыканта Александра Шлёнчика, который научил её играть на сопилке в возрасте четырёх лет. Бабушка Натальи — певица и бандуристка Валентина Степановна Шлёнчик; работала полировщицей музыкальных инструментов, была участницей известного трио бандуристок. Мать и дядя — пианисты. Отец — ликвидатор последствий аварии на ЧАЭС (1986—1988). Росла в Киеве. После рождения Натальи Жижченко её мать начала работать в музыкальной школе и способствовала музыкальному развитию дочери.
В пять лет Наталья Жижченко начала гастролировать с музыкантами, а в девять — выступать солисткой с духовым (а иногда с симфоническим или военным) оркестром Национальной гвардии Украины. В 10 лет победила в конкурсе «Новые имена Украины» с произведением «Соловейко» Кропивницкого.
В возрасте 10 лет начала сочинять свои первые музыкальные отрывки на синтезаторе. До 15 лет выступала с академической народной музыкой, но в юношестве, благодаря старшему брату, увлеклась электронной музыкой, в частности группой «Depeche Mode».
В 2002—2013 годах была вокалисткой электронной группы «Tomato Jaws», которую основал её старший брат Александр Жижченко. По словам Наты Жижченко, это был первый электронный коллектив Украины, который выступал вживую.
В 2008 году она также начала сотрудничество с российским музыкантом Артёмом Харченко (R-Tem) над проектом нетанцевальной электронной музыки «KOOQLA». На сцене Наталья вживую пропускала вокал через процессор эффектов, записывала семплы, пела в вокодер, подыгрывала на синтезаторе и сопилке.
Летом 2013 года группа «Tomato Jaws» распалась в связи с решением Натальи Жижченко уйти с проекта и заняться сольной карьерой. Она выступала сольно как DJ Nata Tomata. Тем же летом Наталья Жижченко начала сотрудничество с Евгением Филатовым (лидером группы «The Maneken») над проектом «ONUKA».
В октябре 2013 года был представлен первый сингл нового проекта — англоязычная песня «Look», в которой электронная музыка была совмещена со звучанием народных инструментов, в частности бандуры. Дебютное выступление новой группы состоялся в июне 2014 года на совместном концерте с «The Maneken». В октябре 2014 года был представлен первый альбом группы.
В 2017 году журнал «Новое время» включил Нату Жижченко в ТОП-100 самых успешных женщин Украины.
25 февраля 2021 года, в день 150-летия со дня рождения Леси Украинки, Жижченко запустила поэтический видеопроект «Хрестоматия», в котором она читает свои любимые стихи на разных локациях, резонирующих с содержанием произведения.

## Образование
Училась в музыкальной школе по классу фортепиано, где также осваивала игру на флейте и скрипке.
Среднее образование получила в гимназии, где изучала несколько иностранных языков и окончила которую с золотой медалью.
После гимназии решила выбрать высшее учебное заведение, в котором имела бы возможность заниматься тем, что ей нравится, поэтому закончила Киевский национальный университет культуры и искусств (КНУКиИ). По специальности этнокультуролог, переводчик с венгерского и менеджер международного культурного сотрудничества. Защитила магистерскую работу о влиянии аварии на ЧАЭС на культуру этнорегиона Полесье.

## Интересы
Среди любимых исполнителей — The xx, Бьорк, Том Йорк, Mujuice, Radiohead и Мэтью Херберт.
Учится игре на терменвоксе.

## Семья
Замужем за Евгением Филатовым. Их отношения начались в 2008 году с профессионального общения — нескольких совместных выступлений. С мая 2019 года некоторые СМИ стали представлять Наталью под фамилией Филатова.

## Награды
- 2015 — премия Elle Style Awards как музыканту года на Украине[29].